# Psi Hydrae
Psi Hydrae (45 Hydrae) é uma estrela na direção da constelação de Hydra. Possui uma ascensão reta de 13h 09m 03.28s e uma declinação de −23° 07′ 04.7″. Sua magnitude aparente é igual a 4.94. Considerando sua distância de 231 anos-luz em relação à Terra, sua magnitude absoluta é igual a 0.69. Pertence à classe espectral K0III.